# سیات فورا
سیات فوراً (SEAT Fura) خودرویی است که در سال‌های ۱۹۸۱ تا ۱۹۸۶ تولید شده‌است.